# Nayak: The Real Hero
Nayak: The Real Hero to film akcji z wątkami społecznymi i miłosnymi, wyreżyserowany w 2001 roku przez S. Shankara (Anniyan, Boys). W rolach głównych Anil Kapoor, Rani Mukerji i Amrish Puri. Film jest remakiem tamilskiego filmu tego samego autora Mudhalvan (1999). Muzykę A.R. Rahmana przeniesiono z filmu Mudhalvan. Bohaterem filmu jest pełen pasji fotoreporter, który podczas bardzo odważnego wywiadu z premierem otrzymuje od niego wyzwanie - jeden dzień zamiast krytykować ma rządzić stanem Maharasztra. Ten dzień zmienia jego los. Shivaji Rao staje potem wobec wyboru: uciec z kraju czy próbować spełnić jako polityk wzbudzone w ludziach nadzieje na zmiany polityczne.

## Obsada
- Anil Kapoor ... Shivaji Rao
- Rani Mukerji ... Manjari
- Amrish Puri ... Balraj Chauhan (premier)
- Paresh Rawal ... Bansal
- Pooja Batra ... Laila
- Shivaji Satam ... ojciec Manjari
- Johnny Lever ... Topi
- Sushmita Sen ... (gościnnie)

## Muzyka i posenki
Autorem muzyki jest sławny tamilski kompozytor filmowy A.R. Rahman, który skomponował też muzykę do takich filmów jak: Roja, Rangeela, Kisna, Mój kraj, Yuva, Water, Rebeliant, Rang De Basanti, Guru, Dil Se, Saathiya, Lagaan, Rytm, Zubeidaa, Ziemia, Tehzeeb, The Legend of Bhagat Singh, Bombay, Kannathil Muthamittal, Boys czy Dil Ne Jise Apna Kahaa.
- Chalo Chale Mitwa
- Shakalaka Baby
- Rukhi Sukhi Roti
- Saiyan
- Chidiya Tu Hoti To
- Tu Acha Lagta Hai
- Chalo Chale Purva

## O twórcach filmu
- Anil Kapoor po raz pierwszy gra tu w parze z Rani Mukerji, drugi raz wystąpili razem dwa lata potem w Calcutta Mail.

## Ciekawostki
- Role fotoreportera zaproponowano pierwotnie Aamir Khanowi.